# Omega (álbum de WarCry)
Omega es el segundo álbum en vivo de la banda WarCry publicado originalmente el 1 de diciembre de 2012.
Fue grabado el 21 de enero de 2012 en un concierto multitudinario en el Palacio de Vistalegre de Madrid y publicado en formato de doble DVD. El concierto en sí está en el DVD 1. El DVD 2 contiene los bises, un concurso de Pablo, el guitarrista, donde podréis entreteneros y competir contestando a sus preguntas, una galería de geniales fotos y un “making of” donde la banda, junto a su mánager Aníbal,  cuenta anécdotas de la gira, detalles del concierto, hay imágenes de los fanes, etc. Y cuenta con la colaboración de Udo Dirkschneider en "I’m a Rebel".

## Contenido del primer DVD
1. Alma de conquistador
2. Alejandro
3. El Anticristo
4. La Muerte de un Sueño
5. Contra el viento
6. Coraje
7. Aire
8. Tu Recuerdo me Bastará
9. Recuérdalo
10. Amistad
11. La Carta del Adiós
12. Nuevo Mundo
13. Espíritu de Amor
14. Cada Vez
15. Devorando el Corazón
16. Cobarde
17. Un Poco de Fé
18. La Vieja Guardia
19. I'm a Rebel (con Udo Dirkschneider)
20. Tú mismo
21. Ardo por Dentro
22. Libre como el Viento

## Contenido del segundo DVD
1. La Vida en un Beso
2. El Guardián de Troya
3. Capitán Lawrence
4. Hoy Gano Yo
5. - Show de Pablo García
6. - Making Of
7. - Fotografías

## Formación
- Víctor García - Voz
- Pablo García - Guitarra
- Roberto García - Bajo
- Santi Novoa - Teclados
- Rafael Yugueros - Batería
- Ivan Blanco - Coros
- Ruth Suárez - Coros
- Udo Dirkschneider - Voz en I´m a rebel

- Datos: Q6050595